# David Paulson
David Paulson (Auburn, 22 febbraio 1989) è un giocatore di football americano statunitense che gioca nel ruolo di fullback per i Pittsburgh Steelers della National Football League (NFL). Fu scelto nel corso del settimo giro (240º assoluto) del 2012 dagli Steelers. Al college ha giocato a football all'Università dell'Oregon.

## Carriera professionistica

### Pittsburgh Steelers
Paulson fu scelto nel corso del settimo giro del Draft 2012 dai Pittsburgh Steelers. Nella sua stagione da rookie disputò tutte le 16 partite, 5 delle quali come titolare, ricevendo 7 passaggi per 51 yard. Nella successiva scese ancora in campo in tutte le gare, 5 come titolare, ricevendo 6 passaggi per 102 yard.

## Vittorie e premi
Nessuno

## Statistiche
| Partite totali         | 32  |
| Partite da titolare    | 9   |
| Ricezioni              | 13  |
| Yard su ricezione      | 153 |
| Touchdown su ricezione | 0   |

Statistiche aggiornate alla stagione 2013